# Babalu Club
Der Babalu Club war von 1990 bis 1994 einer der bekanntesten Clubs der frühen deutschen Technoszene. Er befand sich in der Leopoldstraße 27 / Ecke Ainmillerstraße in den ehemaligen Räumlichkeiten des Domicile im Münchner Stadtteil Schwabing. Der Babalu Club ist nicht zu verwechseln mit der Babalu Bar in der Ainmillerstraße.
Der Babalu Club gilt als der Club, der in Deutschland das Konzept der Afterhours einführte, um die damals in der Stadt geltende Sperrstunde zu umgehen. Diskotheken durften zu dieser Zeit in München nur bis um 4 Uhr morgens öffnen, so dass man im Babalu Club damit begann, um 6 Uhr morgens den Club wieder zu öffnen. Die Afterhourparties gingen dann oft nach dem Motto open-end bis in den Nachmittag hinein. Da es damals im ganz Bayern Sperrstunden gab, zog das Babalu Gäste aus der ganzen Region an, die noch bis um 4 Uhr in anderen Städten gefeiert hatten. Bereits im Jahr nach seiner Gründung hatte sich der Babalu Club dann als einer der wichtigsten Veranstaltungsorte für Techno in Deutschland etabliert.
Der Club hatte auch dahingehend einen prägenden Einfluss, dass mehrere DJs und Produzenten, die später die deutsche Technoszene entscheidend mitgestalteten, im Babalu ihre Karriere begannen. So gehörten zu den Resident DJs des Babalu beispielsweise DJ Hell (damals noch: „G. Hell“), Tom Novy („DJ Thommy Reichold“), Monika Kruse („DJ Monika“), Woody („Woo Dee“), und Good Groove.
Im Babalu traten DJs wie Sven Väth, Westbam, Paul van Dyk, Marusha oder Dr. Motte auf.
Im Babalu Club fanden auch die ersten „Into Somethin“-Veranstaltungen des späteren Compost-Records-Gründers Michael Reinboth statt, eine der ersten regelmäßigen Clubnächte in Deutschland, die sich auf elektronischen Jazz, Downbeat und Trip-Hop spezialisierten. In der Clubreihe, die zwischen 1991 und 1994 immer dienstags stattfand, spielten internationale Gast-DJs wie Jamiroquai oder Kruder & Dorfmeister. Auch Partysan-Gründer Bob Shahrestani veranstaltete im Babalu Club wöchentlich Afterhourparties. Zu den Stammgästen des Clubs gehörte unter anderem Rainald Goetz.
Geschäftsführer des Babalu Clubs war der spätere Gastronom Michi Kern, der zunächst im Jahr 1988 im „alten“ Babalu in der Ainmillerstraße (die spätere Babalu Bar) als Barkeeper anheuerte. Im Jahr 1990 übernahm der Eigentümer des Babalu zusätzlich die Location des früheren Jazz-Clubs Domicile in der Leopoldstraße und diese erhielt den Namen Babalu Club. Kern machte hier zunächst den Donnerstag zur Techno-Nacht, bald auch das Wochenende.
Im Herbst 1992 musste der Babalu Club als Folge einer Drogenrazzia einen Monat lang schließen. Anschließend folgten zwei weitere Razzien im Club. Der Clubbesitzer konzentrierte sich im Folgenden auf Großraves wie in der Panzerhalle im neuen Alabamagelände. Im Jahr 1994 schloss der Babalu Club, auch die Babalu Bar wurde an einen neuen Betreiber abgegeben. In dem im Jahr zuvor von Wolfgang Nöth eröffneten Kulturzentrum im stillgelegten Flughafen München-Riem mit seinen Hallenraves und Techno-Clubs wie dem von Michi Kern mitgegründeten Ultraschall gab es von nun an auch keine Sperrstunde mehr. In den Räumlichkeiten der Babalu Bar residierte später unter anderem noch der Club Prager Frühling sowie eine weitere Diskothek namens Babalu.